# Walter Henderson (homme politique)
Pour les articles homonymes, voir Walter Henderson.
Walter Clarence Henderson (28 février 1891-20 septembre 1968) est un agriculteur et un homme politique canadien de la Colombie-Britannique. Il est député fédéral progressiste-conservateur de la circonscription britanno-colombienne de Cariboo de 1958 à 1968.

## Biographie
Né à Carberry dans le Manitoba, Henderson exerce le métier d'agriculteur.
Élu en 1958 face au député sortant créditiste sortant, Bert Leboe, il sert seulement durant un mandat, car Leboe reprend son siège lors de l'élection suivante en 1962.